# Sokolowka (Kaliningrad)
Sokolowka (russisch Соколовка, deutsch Damerau, Kreis Königsberg/Samland) ist ein Ort in der russischen Oblast Kaliningrad. Er gehört zur kommunalen Selbstverwaltungseinheit Stadtkreis Gurjewsk im Rajon Gurjewsk.

## Geographische Lage
Sokolowka liegt 22 Kilometer nordöstlich der Stadt Kaliningrad (Königsberg) an der Kommunalstraße 27K-080 von Bajewka (Kuikeim) nach Georgijewskoje (Konradshorst). Im Ort zweigt davon in nördliche Richtung die Kommunalstraße 27K-378 nach Uslowoje ((Königlich) Neuendorf) ab.
Die nächste Bahnstation ist Bajewka 1 (vor 1945 Kuggen, heute russisch: Perwomaiskoje) an der Bahnstrecke Kaliningrad–Sowetsk (Königsberg–Tilsit). Bis 1945 bestand außerdem Bahnanschluss über die Station in Molsehnen (heute russisch: Kosmodemjanskoje) an der Bahnstrecke Prawten–Schaaksvitte (Lomonossowo–Kaschirskoje) der Königsberger Kleinbahn.

## Geschichte
Das einst Damerau genannte Dorf mit seinem Ortsteil Karlshof (russisch: Sowchosnoje) war von 1874 bis 1945 namensgebender Ort und Amtssitz des Amtsbezirks Damerau im Landkreis Königsberg (Preußen) (1939 bis 1945 Landkreis Samland) der preußischen Provinz Ostpreußen. Im Jahre 1910 zählte Damerau 220 Einwohner.
Am 30. September 1928 vergrößerte sich die Landgemeinde Damerau um den Nachbarort Daniels (heute russisch: Tretjakowka). Die Zahl der Einwohner stieg bis 1933 auf 305 und betrug 1939 bereits 354.
Infolge des Zweiten Weltkrieges kam Damerau aufgrund seiner Lage im nördlichen Ostpreußen zur Sowjetunion. Im Jahr 1947 erhielt der Ort die russische Bezeichnung Sokolowka und wurde gleichzeitig dem Dorfsowjet Saliwenski selski Sowet im Rajon Gurjewsk zugeordnet. Später gelangte der Ort in den Dobrinski selski Sowet. Von 2008 bis 2013 gehörte Sokolowka zur Landgemeinde Dobrinskoje selskoje posselenije und seither zum Stadtkreis Gurjewsk.

### Amtsbezirk Damerau (1874–1945)
Am 30. April 1874 wurde der Amtsbezirk Damerau gebildet, der anfangs aus sechs, 1945 noch aus fünf Kommunen bestand:
| Name                     | Russischer Name  | Bemerkungen                                    |
| ------------------------ | ---------------- | ---------------------------------------------- |
| Damerau                  | Sokolowka        |                                                |
| Daniels mit Hannchenthal | Tretjakowka      | 1928 nach Damerau eingemeindet                 |
| Kropiens                 | Gajewo           | 1930 in den Amtsbezirk Gallgarben umgegliedert |
| Kuikeim                  | Bajewka          |                                                |
| Langendorf               | Morgunowo        |                                                |
| (Königlich) Neuendorf    | Uslowoje         | 1930 in den Amtsbezirk Gallgarben umgegliedert |
| ab 1930: Ginthieden      | Pawlowo          | 1935 in den Amtsbezirk Sudnicken umgegliedert  |
| ab 1930: Molsehnen       | Kosmodemjanskoje |                                                |

Am 1. Januar 1945 gehörten noch die Gemeinden Damerau, Kuikeim, Langendorf und Molsehnen zum Amtsbezirk Damerau.

## Kirche
Mehrheitlich war die Einwohnerschaft von Damerau vor 1945 evangelischer Konfession und in das Kirchspiel Schaaken mit Pfarrsitz in Kirche Schaaken (heute russisch: Schemtschuschnoje) eingepfarrt. Es gehörte zum Kirchenkreis Königsberg-Land II in der Kirchenprovinz Ostpreußen der Kirche der Altpreußischen Union. Heute liegt Sokolowka im Einzugsbereich der neu entstandenen evangelisch-lutherischen Gemeinde in Marschalskoje (Gallgarben). Sie ist eine Filialgemeinde der Auferstehungskirche in Kaliningrad (Königsberg) innerhalb der Propstei Kaliningrad der Evangelisch-lutherischen Kirche Europäisches Russland (ELKER).

## Söhne und Töchter der Ortschaft
- Karl Fjodorowitsch Kessler (1815–1881); russischer Zoologe, Hochschullehrer und Universitätsrektor deutscher Herkunft